# بادشاه بيجم
بادشاه بيجم (1703م - 1789م) (بالأردو:بادشاہ بیگم)، سلطانة مغول الهند، وزوجة سلطان مغول الهند الثاني عشر ناصر الدين محمد شاه الأولى.

## حياتها المبكرة
ولدت بادشاہ بیگم 1703م كأميرة مغولية وهي ابنه جلال الدين محمد فرخ سير وابنة زوجته الأولى.